# University of Limerick
University of Limerick (irl. Ollscoil Luimnigh) – irlandzka uczelnia publiczna z siedzibą w mieście Limerick. Została założona w 1972 roku.